# Sworn In
Sworn In — американская металкор-группа из Грейслейка, штат Иллинойс, основанная в 2011 году. В настоящее время группа состоит из вокалиста Евгения Камлюка, басиста Дерека Болмана, гитариста Криса Джорджа и барабанщика Алекса Марцеллетти. С мая 2013 до лета 2016 года коллектив был подписан на лейбл Razor & Tie. В настоящее время подписаны на Fearless Records.

## История
До Sworn In, Тайлер Дэннен, Евгений Камлюк и Крис Джордж играли в группе под названием Shift Into Focus. После распада коллектива они собрали новую группу Buried by the Ocean. Группа стала выступать на различных мероприятиях, но позже участники решили сменить название на Sworn In и начать всё сначала, отыграв первый концерт под новым именем в марте 2011 года. Через месяц после выступления выходит их первый мини-альбом Catharsis. Практически сразу после релиза группу покидает вокалист Тайлер Дэннен. Евгений Камлюк занимает его место и записывает вокал для второго EP Start/End, который выходит в 2012 году. В том же году Тайлер Дэннен возвращается в группу в качестве вокалиста и при участии Чеда Ралига, вокалиста групп For The Fallen Dreams и LGND, они записывают сингл Let Down.
После подписания контракта с лейблом Razor & Tie, в 2013 году группа выпускает свой дебютный альбом The Death Card. Альбом занял #184 позицию в чарте Billboard 200. В своём первом туре по США и Канаде Sworn In выступили совместно с такими группами, как Hundredth, Thy Art Is Murder, For the Fallen Dreams, I See Stars, Upon This Dawning, Emmure и Escape the Fate, а в мае 2014 года состоялся их первый тур по Европе. В ноябре 2014 года они участвовали в Monster Outbreak Tour вместе с Attila, Crown The Empire и Like Moths To Flames.
12 февраля 2015 года Sworn In выпустили сингл Sunshine, который являлся треком с их второго альбома под названием The Lovers / The Devil. 3 марта 2015 года коллектив представил слушателям композицию I Don’t Really Love You. 17 марта вышел сингл Oliolioxinfree, а 7 апреля состоялся выход второго полноформатного альбома The Lovers / The Devil.
В 2015 году Sworn In отыграли концерты с The Plot in You, I Declare War, Gift Giver, и приняли участие в последнем Mayhem Festival, хэдлайнером которого стала группа Slayer.
18 августа 2016 года, после ухода с Razor & Tie, группа выпустила сингл Endless Gray.
20 марта 2017 года было объявлено о том, что группа подписалась на Fearless Records.
18 мая 2017 года было выпущено два новых сингла: Make It Hurt и Don't Look At Me.
15 июня 2017 года группа выпускает новый трек Dread All совместно с клипом.
30 июня 2017 года состоялся выход третьего полноформатного альбома All Smiles. В этот же день выходит клип на одноименный сингл All Smiles.
21 июня 2018 года группа объявила, что снова рассталась с Тайлером Дэнненом и анонсировала его новый проект Jaine Doe. На вокал снова встал Евгений Камлюк, которого на гитаре в свою очередь заменил Крис Джордж, переместившийся с позиции барабанщика. Освободившееся его место занял новый участник Кайл Холевински.
13 сентября 2019 года Sworn In выпустили сингл Shit Talk и клип на него.
2 февраля 2022 года Крис Джордж написал в своём твиттере: "Простите, но я не думаю, что смогу вам дать что-то ещё. Я выгорел. Люблю вас ребят.", тем самым ознаменовав конец группы.

## Состав
Последний состав
- Крис Джордж — гитара (2018–2022), ударные (2011–2018)
- Евгений Камлюк — вокал (2011–2012, 2018–2022), гитара, бэк-вокал (2011, 2013–2018)
- Дерек Болман — бас-гитара (2013–2022)
- Алекс Марцеллетти — ударные (2019–2022)

Бывшие участники
- Кайл Холевински — ударные (2018–2019)
- Тайлер Дэннен — вокал (2011, 2012–2018)
- Закари Гибсон — гитара, вокал (2011—2012, 2013—2016)
- Кенни Пикетт — гитара (2012—2013)
- Майк Пионтек — бас-гитара (2011—2012)
- Шон Бэнкс — бас-гитара (2012—2013)
- Питер Массоурос — гитара (2012)
- Мэтт Рэдлин — гитара (2012)

Временная шкала

## Дискография

### Студийные альбомы
| Год  | Альбом               | Лейбл            |
| ---- | -------------------- | ---------------- |
| 2013 | The Death Card       | Razor & Tie      |
| 2015 | The Lovers/The Devil | Razor & Tie      |
| 2017 | All Smiles           | Fearless Records |

### Мини-альбомы
| Год  | Альбом                           |
| ---- | -------------------------------- |
| 2011 | Catharsis                        |
| 2012 | Start/End                        |
| 2018 | Start/End (Remixed & Remastered) |

### Синглы
- «A Song for the Nameless» (2012)
- «Let Down (совместно с Chad Ruhlig из For the Fallen Dreams)» (2012)
- «Three Cheers» (2012)
- «Snake Eyes» (2013)
- «Dead Soul» (2014)
- «Mindless» (2014)
- «Sunshine» (2015)
- «Oliolioxinfree» (2015)
- «I Don’t Really Love You» (2015)
- «Lay With Me» (2015)
- «Endless Gray» (2016)
- «Make It Hurt» (2017)
- «Don't Look At Me» (2017)
- «Dread All» (2017)
- «All Smiles» (2017)
- «Shit Talk» (2019)
- «Gun Fight» (2019)

### Видеография
- «A Song for the Nameless» (2013)
- «Snake Eyes» (2013)
- «Dead Soul» (2014)
- «Mindless» (2014)
- «Scissors» (2015)
- «Endless Gray» (2016)
- «Make It Hurt» (2017)
- «Don't Look At Me» (2017)
- «Dread All» (2017)
- «All Smiles» (2017)
- «Shit Talk» (2019)